# Медресе Мавлоно Асири
Медресе Мавлоно Асири (узб. Mavlono Asiri madrasasi) — медресе в историческом центре Бухары (Узбекистан), воздвигнутое в 1793 году при узбекском правителе Шахмураде (1785–1800). Расположено на улице Мирдустим.
Согласно местному преданию, медресе было возведено над могилой «святого» Мавлоно Асири, который якобы был поэтом эпохи Исмаила Самани.
Архитектурный памятник входит в «Национальный перечень объектов недвижимости материального культурного наследия Узбекистана». В настоящее время является объектом туристического сервиса.
Государственная программа предусматривала капитальное восстановление и реставрацию медресе в 2013—2014 годах.

## История
Медресе было построено в XVIII веке в махалле столицы Бухарского ханства, в последующем получило название  Мавлоно Асири. Медресе было воздвигнуто во время правления узбекского правителя Шахмурада на средства поэта Мирзы Джалала Асир ибн Мирза Мумин Исфахони.

Сегодня известно о вакфных документах, которые относятся к медресе. В одном из них говорится:
уважаемый Хаджи уль-харамин Хаджи     Мухаммад Али Валади Мехтар Алиби Хазрат Сайид Абдул Музаффар Субханкули хан Мухаммад Бахадур хан ибн Хазрат Абул Фатх Сайид Надр Мухаммад хан ремонтирует разрушенное здание мечети-медресе покойного муллы Асири.
После установления советской власти над Бухарой, обучение студентов в медресе было прекращено и оно постепенно стало приходить в запустение.
В 2010 году разработана государственная программа, согласно которой планируется в 2011 году изучить медресе, разделить его части, провести усиление конструкции, восстановительные и реставрационные работы. На эту программу выделено 100 млн сумов. Медресе в настоящее время находится в плохом состоянии, половина здания сильно разрушается, часть здания превратилась в руины. На части здания, которое разрушилось, местные люди построили частные дома.
В 2019 году здание медресе Мавлоно Асири, как архитектурный памятник города Бухары, включено в Государственный перечень недвижимых объектов материального и культурного наследия Узбекистана, а также планируется превратить здание в объект туристического обслуживания с целью привлечения средств на восстановление памятника.
Медресе Мавлоно Асири в настоящее время находится по адресу, улица Мирдустим в Бухаре.